# Orland, Kalifornien
Orland är en stad (city) i Glenn County, i delstaten Kalifornien, USA. Enligt United States Census Bureau har staden en folkmängd på 7 293 invånare (2011) och en landarea på 7,7 km².